# Штромберг
Штромберг (нем. Baron Stromburg genannt Stromberg) — баронский род.
Род баронов фон Штромберг принадлежит к древнему прибалтийскому дворянству и 17 октября 1620 года внесен в матрикул курляндского дворянства.
Члены этого рода в официальных документах начиная с 1850 года именованы баронами. Определением Правительствующего Сената от 28 февраля 1862 года, за курляндской дворянской фамилией фон Штромберг признан баронский титул.
- барон Штромберг, Александр Павлович (5(17).9.1854 — 10(22).10.1884) — революционер-народоволец, лейтенант флота. В 1875 окончил Петербургское морское училище, служил на Балтийском море и Тихом океане. В 1880 один из организаторов революционного кружка моряков в Кронштадте, вместе с А. И. Желябовым, Н. Н. Колодкевичем, Н. М. Рогачёвым и Н. Е. Сухановым руководил Центральной военной организацией «Народной воли». Арестован в конце апреля 1881, за отсутствием улик сослан в Верхоленск. В 1883 в результате предательства С. П. Дегаева возвращен из ссылки, по «процессу 14-ти» приговорён к смерти. Повешен вместе с Рогачёвым в Шлиссельбургской крепости.

## Описание герба
В серебряном поле пониженный пояс из четырех красных холмов, по трем из них шагает красный львиный леопард. В оконечности два волнистых голубых пояса.
Щит увенчан некоронованным дворянским шлемом. Нашлемник — красное и голубое орлиные крылья. Намет красный с серебром.